# Келли, Рэй
Рэй «Ганнер» Келли (1906 — 11 августа 1977, Сидней) — австралийский полицейский детектив, ставший известным благодаря раскрытию ряда громких дел в Австралии и аресту многих преступников. Член ордена Британской империи.

## Биография
Келли много лет работал в полиции Нового Южного Уэльса. Он получил известность благодаря активному участию в расследовании резонансных преступлений:
- В 1951 году он арестовал австралийского убийцу Джона Хейса[англ.].
- В 1960 году он руководил расследованием убийства сиднейского школьника Грэма Торна[англ.].
- В 1966 году он арестовал сбежавшего из тюрьмы убийцу Рональда Райана[англ.].

Он стал полулегендарной фигурой и ушёл в отставку, будучи, вероятно, самым известным полицейским в Австралии. В марте 1966 года он на самолёте прилетел в аэропорт Аделаиды, чтобы как частный детектив расследовать исчезновение детей Бомонт. Полиция Южной Австралии приветствовала его вежливо, но Келли бросил расследование на следующий же день после его начала. Причиной, по-видимому, стало осознание им безнадёжности этого расследования.
Келли пользовался популярностью в австралийском обществе, но под конец жизни обвинялся в коррупции и связях с организованной преступностью. Он умер 11 августа 1977 года от естественных причин.